# Alcassaba
L'alcassaba (de l'àrab andalusí alqaṣába, i aquest de l'àrab clàssic القصبة, al-qaṣaba, ‘ciutadella’) és un recinte fortificat dins d'una població emmurallada, amb la funció de defensa militar. Vindria a ser similar a la nostra suda.
Era una construcció o recinte fortificat de caràcter urbà, la funció era servir de residència a un governador per defensar presumiblement un lloc determinat i els seus contorns, albergant una guarnició que, sovint, conformava un petit barri militar amb habitatges i serveis, constituint una ciutadella. Solien estar associades a un alcàsser o castell situat en un dels seus extrems, encara que aquest era independent de la pròpia alcassaba i de la resta de la ciutat, i en cas de setge, les poblacions dels nuclis urbans on s'assentaven, buscaven refugi darrere de les muralles d'aquestes alcassabes.

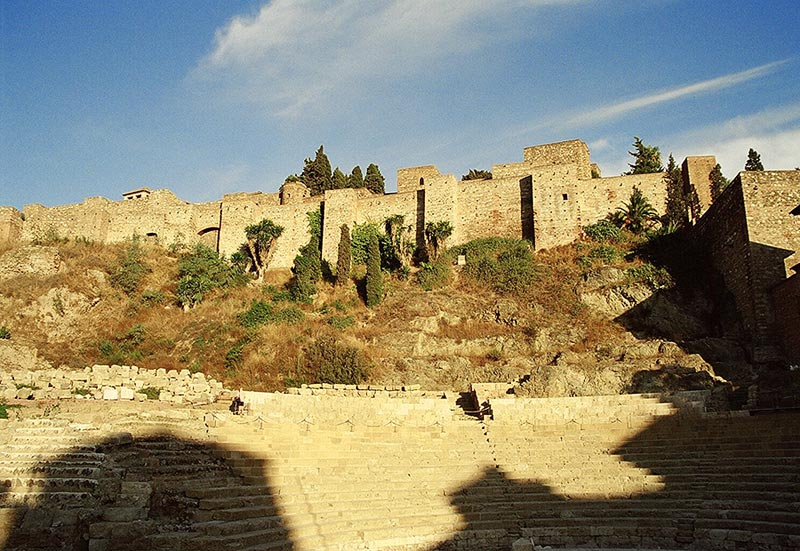
L'alcassaba de Màlaga

L'alcassaba és, fonamentalment, una paraula d'origen àrab que fa al·lusió a un tipus de ciutadella fortificada amb muralles o baluards, que difereix del castell per presentar en l'interior una medina. Ksar o ksour (àrab magrebí: قصر qser, en plural qsur) és el terme en àrab magribí per a ‘fortalesa’ o ‘castell'. És un terme que segurament s'origina com a préstec de la paraula en llatí castrum. Qasr (‘palau-fortificat’), una variació d'aquest terme, s'utilitza per designar un ‘palau’ o ‘castell' a Síria, Jordània i altres països. A l'Àndalus, entre els segles viii i xv, es van construir un gran nombre d'alcassabes, com les de Badajoz (la més gran d'Europa, i de les més extenses del món en el seu gènere i època, pel que fa al perímetre de les seves muralles: 8 hectàrees), Granada (la que presenta la ciutadella més gran millor conservada de la península Ibèrica), Alcalá la Real, Almeria, Silves, Antequera, Jaén, Guadix, Loja, Llorca, Tudela, Requena, Calataiud o Mèrida —entre d'altres. Les alcassabes eren un sistema defensiu tant davant enemics externs com enfront de les pròpies revoltes internes i asseguraven una resistència prolongada, fins i tot en el cas de caiguda de la ciutat que protegien.
D'entre aquelles conservades del període andalusí, l'exemple més destacat és l'alcassaba de Màlaga, que, segons l'arquitecte restaurador Leopoldo Torres Balbás, és el prototip de l'arquitectura militar del període taifa (segle xi), amb un doble recinte emmurallat i gran quantitat de fortificacions, sent el seu únic paral·lel el castell del Crac dels Cavallers aixecat a Síria pels croats entre els segles xii i xiii. També trobem alcassabes al nord d'Àfrica, com la fortalesa dels Udaya a Rabat (Marroc), les de Tunis (Tunísia) o les d'Alger i Orà, segles xvii-xviii (Algèria).